# Anopheles dureni
Anopheles dureni este o specie de țânțari din genul Anopheles, descrisă de Edwards în anul 1938. Conform Catalogue of Life specia Anopheles dureni nu are subspecii cunoscute.